# Bàndicut espinós de Menzies
El bàndicut espinós de Menzies (Echymipera echinista) és una espècie de marsupial de la família dels bàndicuts. És endèmic de Papua Nova Guinea.